# Trần Văn Hạnh
Trần Văn Hạnh (sinh 1954) là đại biểu Quốc hội Việt Nam khóa 11, thuộc đoàn đại biểu Khánh Hòa.